# Київське повстання (1146)
Ки́ївське повста́ння — повстання київської громади проти передання влади князем Всеволодом Ольговичем своєму братові Ігорю Ольговичу.

## Причини
Приводом до повстання стала зміна князя в Києві по смерті Великого князя Київського Всеволода Ольговича (1 серпня 1146). Він передав київський стіл братові Ігорю Ольговичу, що викликало обурення містян, невдоволених правлінням померлого. Кияни не бажали передання міста до спадку нащадкові з родини Ольговичів, а хотіли самостійно вирішувати долю київського столу. 

## Події
Віче на Подолі вимагало від Ігоря Ольговича присягнутися не утискати містян. Ігор через брата Святослава Ольговича присягнув (то була перша в історії Руської землі угода міської громади з князем). Однак маса киян залишилася незадоволеною і почала громити двори тивунів Всеволода Ольговича, його мечників і бояр. Наростаюче невдоволення використала боярська партія на чолі з тисяцьким Улебом й закликала на княжіння Ізяслава Мстиславича (онука Володимира Мономаха) з Переяслава. Ізяслав виграв битву в Ольговичів біля валів Києва, завдяки переходові на його бік київського ополчення. Ігоря Ольговича насильно постригли в ченці, а Ізяслав 13 квітня вокняжився в Києві.